# Liya Kebede

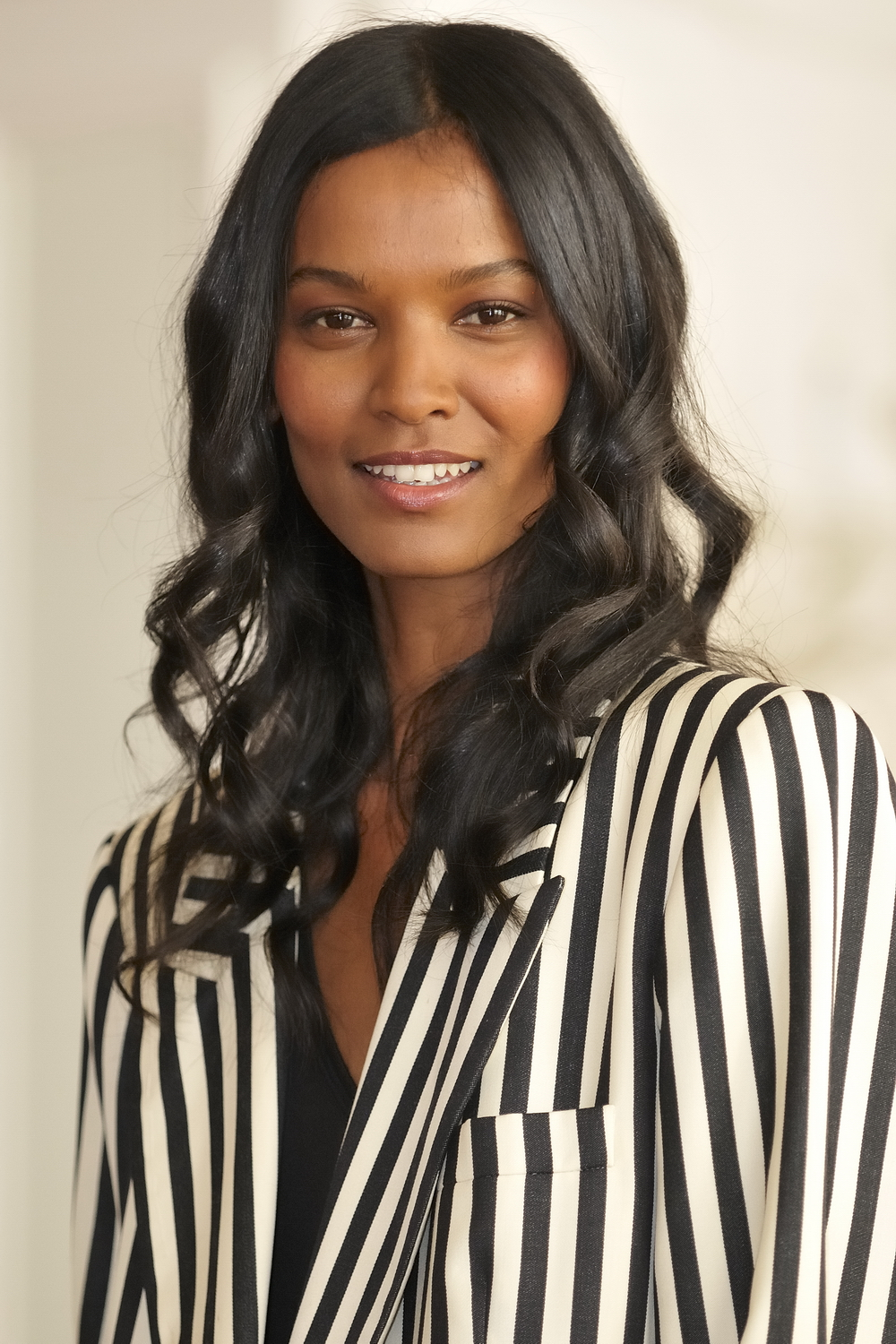
Liya Kebede in 2009 tijdens de promotie van de film Desert Flower tijdens het Filmfestival van Venetië.

Liya Kebede (Addis Abeba, 1 maart 1978) is een Ethiopisch model, actrice en sinds 2005 ambassadrice van de Wereldgezondheidsorganisatie (WHO).
Liya Kebede was van 2000 tot 2015 getrouwd met Kassy Kebede. Ze heeft twee kinderen en woont in New York.

## Filmografie
- Lord of War - als Faith (2005)
- The Good Shepherd - als Miriam (2006)
- Desert Flower - als Waris Dirie (2009)
- Black Gold - als Aicha (2011)
- Sur la piste du marsupilami - als Koningin Paya (2012)
- Le Capital - als Nassim (2012)
- The Best Offer - als Sarah (2013)
- Samba als Gracieuse (2014)

- Bibsys: 11066200
- Biblioteca Nacional de España: XX5059746
- Bibliothèque nationale de France: cb16261565s (data)
- Gemeinsame Normdatei: 140937757
- International Standard Name Identifier: 0000 0001 2149 0457
- Library of Congress Control Number: no2011104799
- Nationale Bibliotheek van Tsjechië: pag2015859632
- Nationale Bibliotheek van Israël: 987007439366305171
- Nederlandse Thesaurus van Auteursnamen: 329479024
- Système universitaire de documentation: 149876491
- Virtual International Authority File: 120204199
- WorldCat: E39PBJdx33D3gRB7tpvP88WkXd